# Cacosternum thorini
Cacosternum thorini é uma espécie de anfíbio gimnofiono da família Pyxicephalidae. Está presente na África do Sul. A UICN classificou-a como em perigo de extinção.